# Biedkowo-Osada
Biedkowo-Osada ist ein Ort in der polnischen Woiwodschaft Ermland-Masuren. Er gehört zur Stadt-und-Land-Gemeinde Frombork (Frauenburg) im Powiat Braniewski (Kreis Braunsberg).

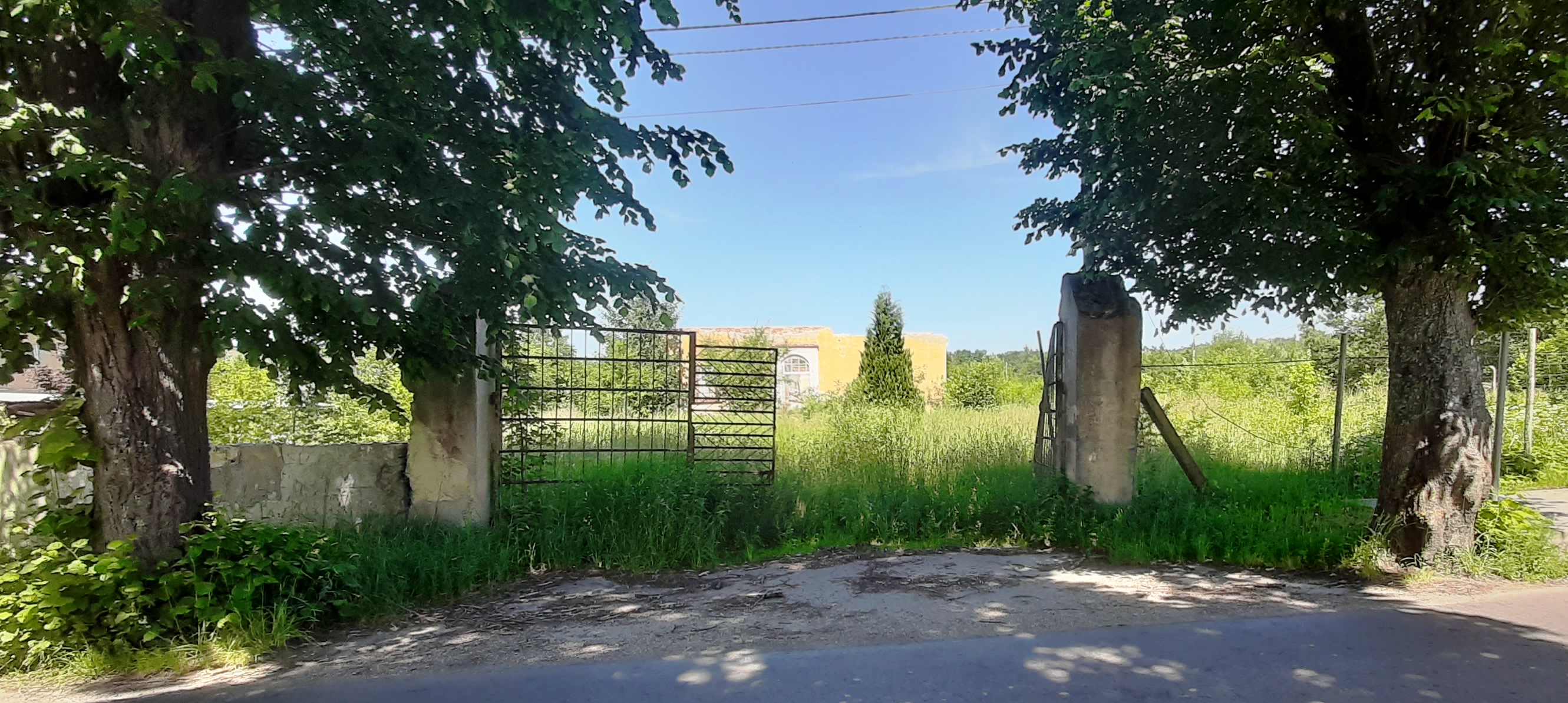
Ehemaliges Zentrum für soziale Anpassung (OSP) in Biedkowo-Osada

## Geographische Lage
Biedkowo-Osada liegt im Nordwesten der Woiwodschaft Ermland-Masuren, zwei Kilometer östlich des Nachbarorts Biedkowo (Betkendorf) entfernt. Bis zur Kreisstadt Braniewo (Braunsberg) sind es acht Kilometer in nordöstlicher Richtung.

## Geschichte
Biedkowo-Osada existiert erst seit dem 1. Januar 2011. Mit ministeriellem  Gesetz vom 23. Dezember 2010 wurde die Osada (= „Siedlung“) gegründet. Dabei wurde der Ortsbereich aus dem Dorf Biedkowo herausgelöst und verselbständigt, dabei direkt der Gmina Frombork (Stadt-und-Land-Gemeinde Frauenburg) zugeordnet.
In Biedkowo-Osada befindet sich das ehemalige „Ośrodek przystoSowania społecznego“ (Zentrum für soziale Anpassung), das 1969 errichtet und 1990 geschlossen wurde. Es war das erste dieser Art in Polen. Hier wurden männliche Straftäter, die rückfällig geworden waren, nach Vebrüßung ihrer Haftstrafe für etwa zwei bis fünf Jahre untergebracht. In der Zeit seines Bestehens verbüßten hier etwa 1.750 Menschen ihre Strafe.

## Religion
Biedkowo-Osada gehört zur römisch-katholischen Pfarrei in Frombork im Dekanat Braniewo des Erzbistums Ermland. Evangelische Einwohner sind der Evangelisch-Augsburgischen Kirche in Polen zugeordnet.

## Verkehr
Biedkowo-Osada liegt an einer Nebenstraße, die bei der Stadt Frombork von der Woiwodschaftsstraße 505 abzweigt und über Bogdany (Sonnenberg) und Biedkowo (Betkendorf) bis Lipówka (Lindwald) und weiter zur Landesstraße 54 verläuft. Eine Bahnanbindung besteht nicht.